# Rajputana

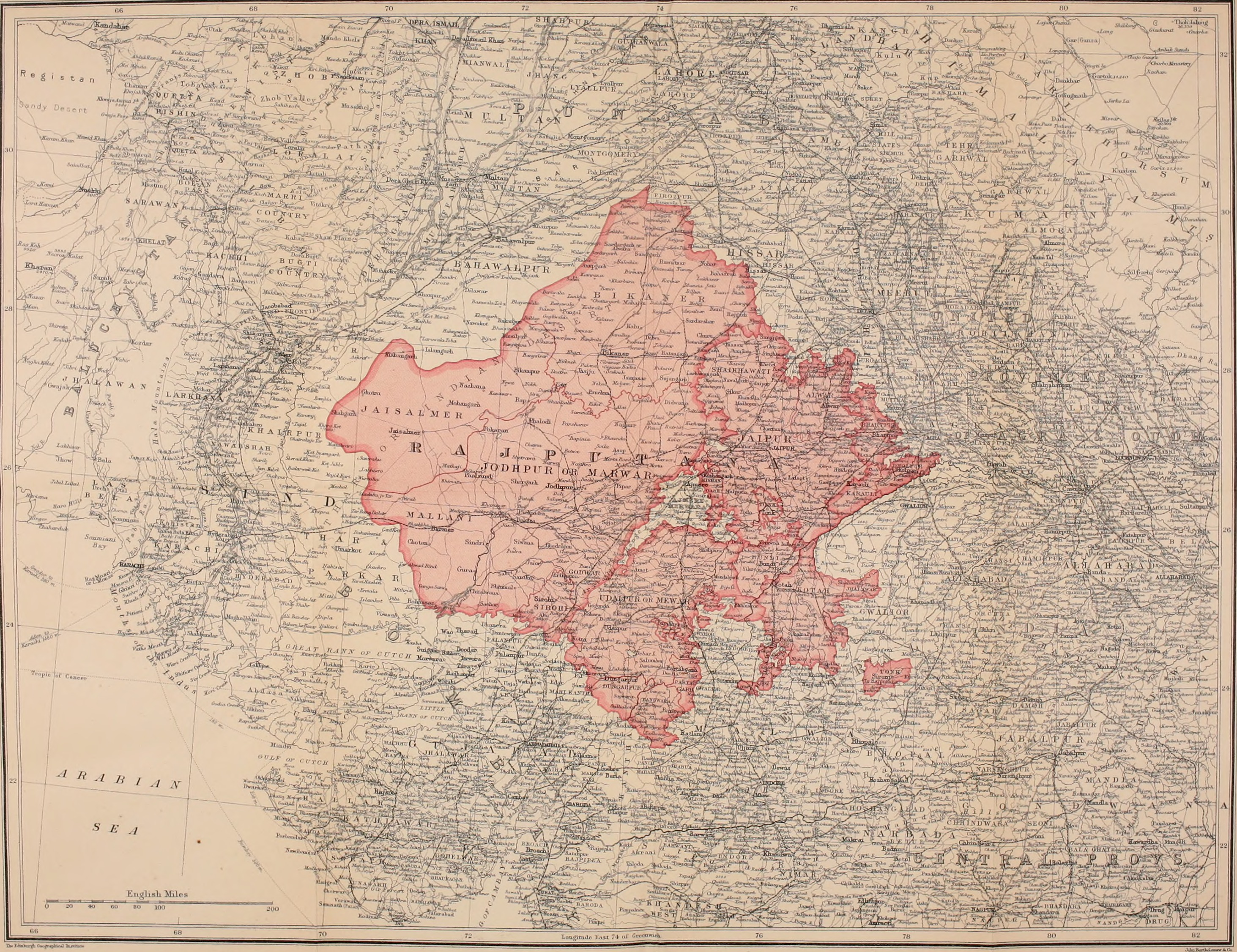

Rājputāna, também chamado Rājwār, foi uma região histórica da Índia que incluía principalmente o atual estado de Rajastão, o maior estado da República da Índia em termos de área, antes da sua constituição em 1949.
Era uma região ocidental da Índia, que agora representa a maior parte de Rajasthan onde toda a terra era território sobre o governo dos Rajputs, desde do Séc. VII e VIII, por isso o nome "terra dos Rājputs" (Rajputana).

## Características e história
Por quaisquer padrões, Rajputana é uma área com uma forte densidade de fortificações históricas, e até hoje, é comum ir para Rajasthan para ver alguma estrutura fortificada de algum tipo espalhada pelo meio da paisagem. 
Na sequência do declínio do Império Mogol, mais um estado foi estabelecido na parte oriental (a área conhecida na língua local como Dhundhar), este era o estado de Bharatpur, que foi governada pelo Jats.
Durante o Raj britânico no século XIX, foram criados mais dois estados, Dholpur e Tonk, que foram retiradas das terras dos estados Rajput.
Apenas Ajmer se tornou diretamente um Estado muçulmano após a derrota e morte de Prithviraj Chauhan, em 1192 AC. 
Ajmer meio que continuou a ser central politica da area desde então. A região foi organizada como a Agência Rajputana, composto de uma série de estados principados, cujos governantes gozavam de autonomia local do advento do Império Mughal até o final do Raj britânico. 
Após a independência indiana em 1947, os governantes locais aderiram à Índia, e em 1950 foi combinada Rajputana com uma parte da antiga província Ajmer-Merwara britânica para tornar-se o estado indiano de Rajasthan. 

## Geografia
A área de Rajputana é estimada em 343.328 km ² e desdobra-se em duas divisões geográficas: 
Uma zona noroeste da Faixa de Arāvalli incluindo parte do Grande Deserto Indiano (Thar),com características de serem arenosos e improdutivos. 
Uma maior área sudeste da gama, que é fértil por comparação. 
Toda a área do morro e o planalto formam o país entre as planícies do norte indiano e os principais planalto da Índia peninsular.